# Henryk Walczak (wojskowy)
Henryk Walczak (ur. 15 stycznia 1899 w Krzesimowie, zm. 17 lipca 1956 w Gdańsku) – kapitan piechoty Wojska Polskiego, działacz niepodległościowy.

## Życiorys
Urodził się 15 stycznia 1899 w Krzesimowie, w ówczesnym powiecie lubelskim guberni lubelskiej, w rodzinie Ignacego, ogrodnika. Uczył się w Szkole Handlowej w Lublinie.
1 lipca 1915 wstąpił do Legionów Polskich i został przydzielony do 1. kompanii V batalionu 7 pułku piechoty. 5 lipca lub 6 sierpnia 1916 pod wsią Kołodie został ranny. 29 kwietnia 1917 pełnił służbę w 9. kompanii III batalionu 5 pułku piechoty. Awansował na kaprala. W lipcu 1917, po kryzysie przysięgowym, został internowany w obozie w Szczypiornie. W styczniu 1918, po zwolnieniu z obozu, zatrudnił się w syndykacie rolniczym w Janowie Lubelskim i jednocześnie wstapił do Polskiej Organizacji Wojskowej. W listopadzie 1918 wziął udział w rozbrajaniu żołnierzy armii austro-węgierskiej.
Po odzyskaniu niepodległości przeniósł się do Lublina, gdzie został zatrudniony w Sądzie Okręgowym, w charakterze urzędnika. W maju 1919 został powołany do służby w Wojsku Polskim i przydzielony do Rejonowego Zakładu Żywnościowego w Lublinie. We wrześniu tego roku został wyreklamowany od służby wojskowej przez Sąd Okręgowy w Lublinie. W lipcu 1920, w czasie wojny z bolszewikami wstąpił w szeregi 5 pułku piechoty Legionów. W marcu 1921 został przydzielony z pułku do Powiatowej Komendy Uzupełnień Łomża na stanowisko pomocnika oficera instrukcyjnego. W Łomży ukończył kurs dokształcający z zakresu sześciu klas gimnazjum. W lipcu 1922 został skierowany na II kurs w Centralnej Szkole Podoficerów Piechoty Nr 2 w Grudziądzu. W styczniu 1923, po ukończeniu kursu, wrócił do 5 pułku piechoty Legionów.
23 sierpnia 1924 prezydent RP mianował go z dniem 1 lipca 1924 podporucznikiem ze starszeństwem z 1 stycznia 1923 i 12. lokatą w korpusie oficerów piechoty. W grudniu 1924 został przeniesiony do 78 pułku piechoty w Baranowiczach. 17 lipca 1925 prezydent RP nadał mu z dniem 1 kwietnia 1925 stopień porucznika w korpusie oficerów piechoty ze starszeństwem z 1 stycznia 1925 i 13. lokatą. W marcu 1930 został przeniesiony do Korpusu Ochrony Pogranicza. Pełnił służbę w Dowództwie Brygady KOP „Nowogródek” w Baranowiczach. We wrześniu 1933 został przeniesiony z KOP do macierzystego pułku w garnizonie Baranowicze. 27 czerwca 1935 prezydent RP nadał mu stopień kapitana z dniem 1 stycznia 1935 i 103. lokatą w korpusie oficerów piechoty. W marcu 1939 dowodził 2. kompanią karabinów maszynowych.
W tym samym miesiącu, po przeprowadzonej mobilizacji niejawnej, został przydzielony do Kwatery Głównej 20 Dywizji Piechoty na stanowisko oficera wywiadowczego. Na tym stanowisku wziął udział w kampanii wrześniowej. Walczył w bitwie pod Mławą, a później w obronie Warszawy. 29 września 1939, po kapitulacji załogi stolicy, dostał się do niewoli niemieckiej. Przebywał kolejno w Oflagu IV A Hohnstein, Oflagu IV C Colditz, Oflagu II A Prenzlau, Oflagu II E Neubrandenburg, Oflagu II D Gross-Born i Stalagu X B Sandbostel. 29 kwietnia 1945 został uwolniony przez żołnierzy brytyjskich. 19 listopada 1945 wrócił do Polski, a 22 czerwca 1946 stawił się w Rejonowej Komendzie Uzupełnień Gliwice. Zmarł 17 lipca 1956 i został pochowany na cmentarzu Witomińskim w Gdyni (sektor 58, rząd 11, grób 15).
Był żonaty z Wiarą Heleną z domu Siniutin (1902–1991), z którą miał córkę Danutę i syna Ryszarda.

## Ordery i odznaczenia
- Krzyż Niepodległości – 13 kwietnia 1931 „za pracę w dziele odzyskania niepodległości”[22][5][23][24]
- Krzyż Walecznych po raz pierwszy i drugi[18][25]
- Krzyż Walecznych po raz trzeci – 1939[4]
- Srebrny Krzyż Zasługi – 1938 „za zasługi w służbie wojskowej”[26][4]
- Medal Pamiątkowy za Wojnę 1918–1921[4]
- Medal Dziesięciolecia Odzyskanej Niepodległości[4]